# مرد هزار لبخند
مرد هزار لبخند فیلمی به کارگردانی سیامک یاسمی و نویسندگی سعید مطلبی محصول سال ۱۳۵۰ است.

## داستان
«حسن کبابی» و دوستش «اسمال» در قمار رقیبی ندارند. حسن کبابی دست از قمار کشیده و به کار تازه ای مشغول می‌شود. اسمال از طریق قمار به پول و مکنت می‌رسد و با دختر مرد پولداری آشنا می‌شود. قصد اسمال فریب دختر است اما حسن کبابی که راننده پدر دختر است، شبی که اسمال می‌خواهد به دختر که از فرط مستی از خود بیخود شده، تجاوز کند، به موقع رسیده و مانع می‌شود و بعد هم چون به دختر علاقه‌مند شده و این علاقه نیز متقابل است…

## بازیگران
- فردین
- ایرج رستمی
- زری خوشکام
- رفیع حالتی
- گیتی فروهر
- عباس افتخاری
- آرمان